# USS Chester T. O'Brien (DE-421)
USS Chester T. O’Brien (DE-421) là một tàu hộ tống khu trục lớp John C. Butler từng phục vụ cùng Hải quân Hoa Kỳ trong Chiến tranh Thế giới thứ hai. Nó là chiếc tàu chiến duy nhất của Hải quân Hoa Kỳ được đặt cái tên này, theo tên Thượng sĩ Thủy quân Lục chiến Chester Thomas O'Brien (1897–1945), người từng phục vụ tại Mặt trận Tây Nam Thái Bình Dương, đã tử trận tại Guadalcanal vào ngày 24 tháng 1, 1943 và được truy tặng Huân chương Ngôi sao Bạc. Nó đã phục vụ trong suốt Thế chiến II, được cho ngừng hoạt động sau khi xung đột chấm dứt vào năm 1946, rồi được huy động trở lại để tiếp tục phục vụ trong cuộc Chiến tranh Lạnh từ năm 1951 đến năm 1960. Con tàu cuối cùng bị bán để tháo dỡ vào năm 1974.

## Thiết kế và chế tạo
Lớp John C. Butler được thiết kế nhằm đáp ứng nhu cầu một số lượng lớn nhưng rẻ tiền của một kiểu tàu hộ tống chống tàu ngầm để hộ tống các đoàn tàu vận tải vượt đại dương. Chúng có chiều dài chung 306 foot (93,3 m), mạn tàu rộng 36 foot 10 inch (11,2 m) và mớn nước 13 foot 4 inch (4,1 m), trọng lượng choán nước tiêu chuẩn 1.350 tấn Anh (1.372 t), và lên đến 1.745 tấn Anh (1.773 t) khi đầy tải, với một thủy thủ đoàn bao gồm 14 sĩ quan và 201 thủy thủ. Con tàu được vận hành bởi hai turbine hơi nước hộp số Westinghouse; hơi nước được cung cấp bởi hai nồi hơi "D" Express, tạo ra công suất 12.000 mã lực càng (8.900 kW) và cho phép đạt được tốc độ tối đa 24 hải lý trên giờ (44 km/h; 28 mph). Nó có tầm hoạt động 6.000 hải lý (11.000 km; 6.900 mi) ở tốc độ đường trường 12 hải lý trên giờ (22 km/h; 14 mph).
Dàn vũ khí chính bao gồm hai tháp pháo 5-inch/38 caliber đa dụng nòng đơn, được dẫn đường bởi hệ thống điều khiển hỏa lực Mark 51; vũ khí phòng không gồm hai khẩu đội Bofors 40 mm L/60 nòng đôi và mười khẩu Oerlikon 20 mm nòng đơn cũng được dẫn đường bởi hệ thống Mark 51. Ngoài ba ống phóng ngư lôi 21 inch (533 mm), vũ khí chống ngầm bao gồm hai đường ray thả mìn sâu, tám máy phóng mìn sâu K-gun cùng một dàn súng cối chống ngầm Hedgehog. Con tàu được trang bị sonar kiểu QC, radar dò tìm mặt biển SL và radar dò tìm không trung SA.
Chester T. O'Brien được đặt lườn tại xưởng tàu của hãng Brown Shipbuilding Co. ở Houston, Texas vào ngày 21 tháng 1, 1944. Nó được hạ thủy vào ngày 29 tháng 2, 1944, được đỡ đầu bởi bà Jack Edington, chị của Thượng sĩ O'Brien, và được cho nhập biên chế cùng Hải quân Hoa Kỳ vào ngày 3 tháng 7, 1944 dưới quyền chỉ huy của Hạm trưởng, Thiếu tá Hải quân Richard D. White.

## Lịch sử hoạt động

### Thế Chiến II
Sau khi được trang bị tại Galveston, Texas, Chester T. O'Brien lên đường để chạy thử máy huấn luyện tại khu vực Bermuda. Nó phải ngắt quãng công việc này để hộ tống chiếc tàu ngầm Ý Goffredo Mameli đi đến Portsmouth, Virginia vào ngày 24 tháng 8, 1944. Sau khi được sửa chữa sau chạy thử máy, nó lên đường vào ngày 20 tháng 9, hộ tống một đoàn tàu vận tải vượt Đại Tây Dương, đi đến Naples, Ý vào ngày 4 tháng 10. Nó khởi hành vào ngày 10 tháng 10 cho chặng quay trở về Hoa Kỳ, về đến New York vào ngày 23 tháng 10. Sau khi chuẩn bị để được điều động sang khu vực Mặt trận Thái Bình Dương, nó lên đường vào ngày 10 tháng 11, băng qua kênh đào Panama để đi sang Trân Châu Cảng.
Tại khu vực Tây Thái Bình Dương, Chester T. O'Brien đã hoạt động hộ tống vận tải giữa Leyte và đảo Manus, đến Palau và suốt khu vực quần đảo Philippine cho đến ngày 20 tháng 4, 1945. Nó khởi hành từ Hollandia, New Guinea vào ngày 14 tháng 5 để bảo vệ cho việc đổ bộ lực lượng tăng cường lên vịnh Davao và bắn phá St. Augustine Point. Tại cảng Polloc ngoài khơi vịnh Moro ở phía Nam Mindanao, nó hoạt động như tàu chỉ huy đổ bộ từ ngày 20 tháng 5, rồi đi đến Zamboanga vào ngày 12 tháng 6 để phối hợp thực hành huấn luyện giữa các tàu đổ bộ. Đến ngày 20 tháng 7, nó cho đổ bộ lực lượng lên đảo Balut khống chế eo biển Sarangani.
Từ ngày 11 tháng 8, Chester T. O'Brien làm nhiệm vụ hộ tống vận tải tại khu vực quần đảo Philippine, và sau khi Nhật Bản chấp nhận đầu hàng vào ngày 15 tháng 8, giúp chấm dứt vĩnh viễn cuộc xung đột, nó tham gia điều phối lực lượng tại Viễn Đông cho đến ngày 25 tháng 11. Lên đường quay trở về Hoa Kỳ, nó về đến San Pedro, California vào ngày 17 tháng 12. Con tàu được cho xuất biên chế tại San Diego, California vào ngày 2 tháng 7, 1946, và được đưa về Hạm đội Dự bị Thái Bình Dương.

### 1951 - 1959
Sau khi cuộc Chiến tranh Triều Tiên bùng nổ vào tháng 6, 1950, Chester T. O'Brien được cho tái biên chế trở lại vào ngày 28 tháng 3, 1951, rồi khởi hành từ San Diego vào ngày 22 tháng 6 để đi sang vùng bờ Đông, đi đến cảng nhà mới Newport, Rhode Island vào ngày 11 tháng 7. Sau một giai đoạn được đại tu, huấn luyện và thực hành, nó phục vụ như tàu huấn luyện cho Trường Sonar Hạm đội tại Key West, Florida từ ngày 30 tháng 6 đến ngày 18 tháng 10, 1952, và tham gia cuộc Tập trận Springboard từ ngày 5 đến ngày 30 tháng 1, 1953.
Chester T. O'Brien lại có một lượt phục vụ cho Trường Sonar Hạm đội từ ngày 30 tháng 3 đến ngày 23 tháng 6, rồi khởi hành từ Newport vào ngày 8 tháng 7 cho một chuyến đi thực tập mùa Hè dành cho học viên sĩ quan đi sang các cảng Bắc Âu. Nó viếng thăm các cảng Bergen, Na Uy và Copenhagen, Đan Mạch, rồi ghé đến vịnh Guantánamo, Cuba trước khi quay về vịnh Narragansett vào ngày 5 tháng 9. Sau khi được đại tu và huấn luyện, nó thực hành chống tàu ngầm cho đến ngày 19 tháng 7, 1954, khi lại lên đường cho một chuyến đi thực tập dành cho học viên sĩ quan khác đến Quebec, Canada và Cuba, rồi quay trở về vào ngày 21 tháng 8. Con tàu tiếp tục phục vụ như tàu huấn luyện cho Trường Sonar Hạm đội, cũng như với Trường Tác xạ Tàu hộ tống của Lực lượng Khu trục Đại Tây Dương, và hoạt động tại chỗ ở Key West, Florida và Newport trong giai đoạn từ ngày 20 tháng 9, 1954 đến ngày 25 tháng 4, 1958. Nó tiếp tục hoạt động tại khu vực New York, Norfolk và vịnh Narragansett cho đến ngày 5 tháng 9, 1958, khi được điều sang vai trò huấn luyện dự bị.
Chester T. O'Brien được cho xuất biên chế vào ngày 21 tháng 2, 1959, nhưng tiếp tục nhiệm vụ huấn luyện dự bị cho đến ngày 25 tháng 5, 1960, khi được đưa về Hạm đội Dự bị Đại Tây Dương, neo đậu tại Bayonne, New Jersey. Tên nó được cho rút khỏi danh sách Đăng bạ Hải quân vào ngày 1 tháng 7, 1972, và con tàu bị bán để tháo dỡ vào ngày 4 tháng 4, 1974.

## Phần thưởng
Nguồn: Navsource Naval History
|  |  |  |
|  |  |  |

| Huân chương Chiến dịch Hoa Kỳ                      | Huân chương Chiến dịch Hoa Kỳ        | Huân chương Chiến dịch Châu Á-Thái Bình Dương | Huân chương Chiến dịch Châu Á-Thái Bình Dương |
| Huân chương Chiến dịch Châu Âu-Châu Phi-Trung Đông | Huân chương Chiến thắng Thế Chiến II | Huân chương Chiến thắng Thế Chiến II          | Huân chương Phục vụ Phòng vệ Quốc gia         |